# ヘレン・ホッブス
ヘレン・ホッブス（Helen Hobbs、1952年5月5日 - ）は、アメリカ合衆国の遺伝学者。専門は代謝の研究で、コレステロールやその他の脂質のレベルと分布を変化させるヒトの遺伝子変異を発見した。テキサス大学サウスウェスタンメディカルセンター (UTD)教授。
ボストン出身。スタンフォード大学卒業後、1979年にケース・ウェスタン・リザーブ大学医学部から博士（医学） (MD) を取得。1983年から1987年まで、テキサス大学サウスウェスタンメディカルセンター (UTD)でマイケル・ブラウンとジョセフ・L・ゴールドスタイン研究室の博士研究員として研究を行い、1987年に助教授、1991年に准教授、1995年に教授に就任した。また2002年からはハワード・ヒューズ医学研究所にも所属している。2009年から2019年まではファイザー社の取締役を務めた。

## 受賞歴
- 2005年 - ハインリッヒ・ヴィーラント賞
- 2015年 - パール・マイスター・グリーンガード賞
- 2016年 - 生命科学ブレイクスルー賞、パサノ賞
- 2024年 - クラリベイト引用栄誉賞

## 参考ウェブサイト
- Helen Hobbs, M.D. UTSouthwestern Medical Center
- Helen H. Hobbs, MD. HHMI